# Малбери (Флорида)
Малбери (енгл. Mulberry) град је у америчкој савезној држави Флорида. По попису становништва из 2010. у њему је живело 3.817 становника.

## Демографија
Према попису становништва из 2010. у граду је живело 3.817 становника, што је 587 (18,2%) становника више него 2000. године.
| Група             | 2000.         | 2010.         |
| Белци             | 2.389 (74,0%) | 2.703 (70,8%) |
| Афроамериканци    | 645 (20,0%)   | 558 (14,6%)   |
| Азијати           | 11 (0,3%)     | 19 (0,5%)     |
| Хиспаноамериканци | 143 (4,4%)    | 488 (12,8%)   |
| Укупно            | 3.230         | 3.817         |